# Steve Reeves
Stephen L. Reeves (21. ledna 1926, Glasgow, Montana – 1. května 2000) byl americký kulturista a herec.

## Mládí
Narodil se v Glasgow v Montaně, ale poté, co jeho otec Lester Dell Reeves zemřel při nehodě na farmě se s matkou Goldie přestěhovali do Kalifornie (bylo mu 10 let). Reeves se začínal zajímat o kulturistiku. Během svých studií na střední škole trénoval v tělocvičně Eda Yaricka v Oaklandu. Po maturitě vstoupil do armády, bylo to v pozdější fázi druhé světové války. Sloužil v Pacifiku.

## Kulturistika
Reeves vyhrál následující kulturistické tituly:
- 1946 – Mr. Pacific Coast
- 1947 – Mr. Western America
- 1947 – Mr. America
- 1948 – Mr. World
- 1950 – Mr. Universe

Na konci šedesátých let Steve Reeves byl držitel nejvíce titulů v kulturistických soutěžích a měl následující míry:
- Výška: 185 cm
- Hmotnost: 98 kg
- Hrudník: 138 cm
- Paže: 49 cm
- Pas: 74 cm
- Stehno: 66 cm
- Lýtko: 47 cm

## Míry
Míry za "studena" v jeho vrcholné formě[zdroj?]:
- Výška: 6 ft 1 in / 1.85 m
- Hmotnost':' 216 lb / ~98 kg
- Krk: 18 1/4" / ~46 cm
- Hrudník: 52" / ~131 cm
- Pas: 29" / ~73 cm
- Biceps: 18 1/4" / ~46 cm
- Stehna: 26" / ~65 cm
- Lýtka: 18 1/4" / ~46 cm

Reeves byl znám pro svůj vypracovaný "V-trup" a pro velkou šíři ramen, které jednou Armand Tanny změřil na 23 1/2" / ~60 cm.
Encyklopedie moderní kulturistiky Arnolda Schwarzeneggera říká:
„..Kulturistika však stále ještě zůstávala poněkud obskurní disciplínou. Ve veřejném povědomí totiž stále nebyl žádný kulturistický šampión – dokud se neobjevil na scéně Steve Reeves. Reeves byl tím správným mužem na správném místě ve správnou chvíli. Šikovný, opravdová osobnost, s perfektním tělesným rozvojem. Pamětníci této éry vzpomínají, jak se za Reevesem po pláži táhli celé davy a jak na něj neznámí přihlížející zůstávali zírat v němém úžasu.
Po svém vítězství na přeboru Mr. America a Mr. Universe začal Reeves točit filmy a stal se mezinárodní hvězdou titulními rolemi ve filmech Hercules, Pirát Morgan a Zloděj bagdádský. Podle veřejného mínění v padesátých letech neexistoval jiný slavný kulturista – kromě věčného Charlese Atlase – než Steve Reeves.“

## Filmografie
- Athena (1954) MGM muzikál, hrají Debbie Reynolds, Jane Powell a Edmund Purdom
- Jail Bait (1954) režíroval Edward D. Wood Jr.
- Hercules (1958)
- Hercules Unchained (1959)
- The Giant of Marathon (1959)
- Goliath and the Barbarians (1959)
- The Last Days of Pompeii (1959)
- The White Warrior (1959) režíroval Riccardo Freda
- Pirát Morgan (Morgan, the Pirate) (1960)
- Zloděj bagdádský (The Thief of Bagdad) (1960)
- Duel of the Titans (1961)
- The Trojan Horse (1961)
- The Avenger (1962)
- The Slave (1962)
- Sandokan opět v akci (1964) režíroval Umberto Lenzi
- Pirates of Malaysia (1964)
- A Long Ride From Hell (1967) špagety western

## Stáří
V pozdější fázi svého života Reeves propaguje kulturistiku bez drog a chová koně. Poslední dvě dekády svého života strávil ve Valley Center v Kalifornii. Koupil si zde ranch, kde žil se svojí druhou ženou Aline, až do její smrti roku 1989. Reeves zemřel 1. května 2000 po komplikaci s lymfatickými problémy.